# Kawiarnia Antoniny Koziarskiej w Krakowie
Kawiarnia Antoniny Koziarskiej – nieistniejąca już kawiarnia znajdująca się w Krakowie, przy Rynku Kleparskim 6, na Kleparzu.
Kawiarnia Antoniny Koziarskiej została założona pod koniec lat 60. XIX wieku w kamienicy przy Rynku Kleparskim 6. Po wybudowaniu w jej pobliżu Gmachu Głównego Akademii Sztuk Pięknych stała się pierwszą kawiarnią artystyczną w Krakowie. 
Na początku XX wieku została zlikwidowana.